# Green (Ohio)
Pour les articles homonymes, voir Green.
Green est une ville du comté de Summit, dans l’État de l’Ohio. Lors du recensement de 2010, sa population s’élevait à 25 699 habitants. Sa superficie totale est de 86,87 km2.

## Source
- (en) Cet article est partiellement ou en totalité issu de l’article de Wikipédia en anglais intitulé « Green, Ohio » (voir la liste des auteurs).